# Michal Šalomoun
Michal Šalomoun (ur. 21 października 1974 w Třebíču) – czeski prawnik i samorządowiec, w latach 2021–2024 minister ds. legislacji

## Życiorys
Ukończył szkołę średnią w rodzinnej miejscowości, następnie studiował na Akademii Sztuk Scenicznych im. Leoša Janáčka w Brnie, uzyskując magisterium w 1999. W 2002 został absolwentem prawa na Uniwersyteciue Masaryka w Brnie, na którym doktoryzował się w tej dziedzinie w 2011. Pracował w urzędzie kraju Wysoczyna, odbył aplikację adwokacką, po czym w 2008 podjął praktykę w zawodzie adwokata. Gościnnie wykładał prawo własności intelektualnej na wydziale prawa macierzystego uniwersytetu. Autor publikacji z zakresu własności intelektualnej i prawa autorskiego. Zajmował się także działalnością szkoleniową dotyczącą ochrony danych osobowych.
W 2011 objął mandat radnego miasta Třebíč. Wykonywał go do 2014, będąc również członkiem władz wykonawczych. W grudniu 2021 z rekomendacji Czeskiej Partii Piratów objął stanowiska ministra ds. legislacji i przewodniczącego Rady Legislacyjnej w nowo powołanym rządzie Petra Fiali. Urzędy te sprawował do października 2024.